# Alard Claeissins
Alard Claeissins (Brugge, ca. 1470 - november 1531) was een Brugs kunstschilder.

## Levensloop
Alard Claeissens, behorende tot de familie Claeissins, was een zoon van de glazenier Jan Claeissins. Hij ging in de leer bij de kunstschilder Adriaan Braem.
Claeissins had een groot gezin, onder wie zijn zoon Andries, die eveneens in Brugge als meesterschilder werd aanvaard.
In 1512 voerde Alard een proces tegen de gilde van de schilders, omdat hij beschuldigd werd meer dan één atelier te hebben, hetgeen indruiste tegen de reglementen. Hij ging vrijuit nadat hij kon aantonen dat zijn woning te klein was om er ook een atelier in te herbergen.
Bij de Blijde Inkomst in 1520 van keizer Karel in Brugge werkte Claeissens mee aan de officiële versiering.